# IGrafx
iGrafx (dawniej Micrografx i część koncernu Corel) – przedsiębiorstwo zajmujące się grafiką na potrzeby modelowania, symulacji i doskonalenia procesów biznesowych. Szefem firmy jest Ken Carraher.

## Historia
Przedsiębiorstwo zostało założone w 1983 roku przez braci Graysonów i jest najstarszą firmą zajmującą się grafiką komputerową na komputerach PC. W 1991 powstał założony przez Kena Carrahera i Eda Maddocka start-up – AdvanEdge, który później połączył się z Micrografx. W 1993 r. powstało przedstawicielstwo firmy w Polsce.
Firma jest twórcą pierwszego programu obsługującego grafikę wektorową na komputery typu PC o nazwie PC Draw, oraz pierwszego analogicznego programu dla środowiska Windows o nazwie In A*Vision.
Firma brała udział w pracach Microsoftu nad powstaniem środowiska Windows, a później IBM – OS/2.
Najbardziej znanym programem firmy był Micrografx Designer – edytor grafiki wektorowej nastawiony na wspomaganie tworzenia dokumentacji technicznej, którego rozwinięciem jest Corel Designer. Inne produkty firmy to:
- Windows Draw,
- Charisma – jeden z pierwszych programów do grafiki prezentacyjnej, który w okrojonej wersji był dostarczany razem z systemem OS2),
- ABC FlowCharter, obecnie sprzedawany pod nazwą iGrafx FlowCharter, pierwszy program pod Windows do modelowania procesów biznesowych,
- Optima – obecnie sprzedawany pod nazwą iGrafx Process, jeden z pierwszych programów pozwalających na modelowanie i symulację procesów w metodologii Swimlane, która to metodologia rozwinięta została w BPMN.

W latach 90. XX w. Micrografx eksperymentował m.in. z narzędziami do produkcji tak popularnych obecnie kartek internetowych (Hallmark Card Studio i CreataCard).
Inny program, Picture Publisher, przez długi czas był standardowym narzędziem w NCMEC – największej na świecie organizacji zajmującej się poszukiwaniami dzieci uprowadzonych i wykorzystywanych. Był również standardem w NASA do obróbki materiału fotograficznego z satelitów.

## Teraźniejszość
W latach 2001 2011 Micrografx był częścią firmy Corel, znanej z najpopularniejszego obecnie programu graficznego – CorelDraw. Od 2004 roku pod nazwą iGrafx był samodzielną jednostką biznesową firmy Corel, zajmującą się narzędziami do symulacji, analizy i dokumentacji procesów biznesowych, W 2011 iGrafx stał się ponownie firmą niezależną. iGrafx ma ponad 5 mln użytkowników korporacyjnych w tym obszarze (w tym 2/3 listy Fortune 100).
Aktualna lista aplikacji iGrafx:
- iGrafx® FlowCharter™
- iGrafx® Process™
- iGrafx® Process™ for Six Sigma
- iGrafx® Enterprise Modeler™
- iGrafx® Process Central®
- iGrafx® Small Busienss Edition
- iGrafx® Enterprise Central™
- iGrafx® Performance Central™
- iGrafx® BPEL interface
- iGrafx® Process Converter
- iGrafx® IDEF0®
- iGrafx® Viewer
- iGrafx® Viewer Plus

Podstawowe narzędzia iGrafx mają polską wersję językową.